# Cao Thắng
Cao Thắng (1864 – 1893) là một trợ thủ đắc lực của Phan Đình Phùng, và là một chỉ huy xuất sắc trong cuộc Khởi nghĩa Hương Khê (1885–1896) trong lịch sử Việt Nam ở giai đoạn cuối thế kỷ 19.

## Thân thế và sự nghiệp
Ông sinh ra trong một gia đình nông dân ở xã Sơn Lễ, huyện Hương Sơn, tỉnh Hà Tĩnh, Việt Nam.
Năm Giáp Tuất (1874), khi mới 10 tuổi, Cao Thắng đi theo Đội Lựu (Trần Quang Cán)  làm liên lạc cho nghĩa quân mà triều đình Huế gọi là giặc Cờ Vàng. Sau khi Đội Lựu chết, Cao Thắng lẩn trốn, được giáo thụ Phan Đình Thuật (anh ruột Phan Đình Phùng) đưa về nuôi.
Năm 1881, khi ông Thuật mất, Cao Thắng trở về Sơn Lễ làm ruộng. Năm Giáp Thân (1884), Cao Thắng bị vu cáo là thủ phạm giết vợ Quản Loan nên bị bắt và giam tại nhà lao Hà Tĩnh.
Ngày 2 tháng 10 năm Ất Dậu (5 tháng 11 năm 1885), thủ lĩnh trong phong trào Cần Vương là Lê Ninh đã đưa quân đến tập kích tòa thành trên, giết chết Bố chính Lê Đại, bắt sống Án sát Trịnh Vân Bưu, và giải phóng tù nhân, trong đó có Cao Thắng.

### Gia nhập lực lượng Hương Khê
Trở lại quê nhà, Cao Thắng cùng Cao Nữu (em ruột) và Nguyễn Kiểu (bạn thân) chiêu mộ được khoảng 60 người đồng chí hướng, rồi tất cả cùng tự nguyện đến tham gia cuộc khởi nghĩa Hương Khê do Tiến sĩ Phan Đình Phùng (người được vua Hàm Nghi giao trọng trách tổ chức phong trào kháng Pháp ở Hà Tĩnh) làm thủ lĩnh.
Ban đầu, ông được phong làm Quản cơ. Đến đầu năm 1887, khi phong trào bị suy yếu, Phan Đình Phùng giao quyền tổng chỉ huy lại cho Cao Thắng để ra Bắc đến các tỉnh Sơn Tây, Hải Dương, Bắc Ninh,... tìm sự hỗ trợ và liên kết lực lượng.
Ở lại Hà Tĩnh, Cao Thắng cùng các chỉ huy khác như Cao Nữu, Cao Đạt, Nguyễn Niên,... đem quân đến làng Lê Động (Hương Sơn) để tổ chức lại lực lượng, luyện quân, xây dựng hệ thống đồn lũy, rèn đúc vũ khí,...
Theo thông tin trên báo Hà Tĩnh (bản điện tử đăng tải ngày 21 tháng 8 năm 2009) thì Cao Thắng đã cho xây dựng một hệ thống đồn lũy tựa lưng vào dãy Thiên Nhẫn và Giăng Màn, vây kín ba mặt Bắc, Tây, Nam, sẵn sàng ứng cứu cho nhau một cách nhanh chóng. Ngoài ra, ở đây còn có đường rút sang Lào, có đường sang Nghệ An, vào Quảng Bình, xuống các vùng thuộc Hà Tĩnh. Quân Pháp tiến vào đây chỉ có một con đường độc đạo là Quốc lộ 8. Chính vì thế mà những căn cứ này đã đứng vững cho đến ngày cuối cùng của cuộc khởi nghĩa (1896).

### Giúp nghĩa quân chế tạo súng
Thấy nghĩa quân trang bị thiếu thốn, Cao Thắng ngày đêm suy nghĩ cách chế súng đánh giặc. Buổi đầu, ông nhờ thợ rèn hai làng Trung Lương và Văn Trung (Hà Tĩnh) rèn được 200 khẩu súng trường theo mẫu thiết kế của ông. Đó là loại súng nhồi thuốc ở đầu nòng, dùng kim hỏa đánh lửa đốt thuốc phóng ở đạn. Tuy nhiên, loại súng mà Cao Thắng thiết kế còn nhiều hạn chế, do nạp đạn ở đằng nòng nên việc nạp đạn khá lâu. Từ đó, ông suy nghĩ phải chế được một khẩu súng trường dựa theo kiểu của Pháp.
Một hôm, nghĩa quân phục kích, tiêu diệt một toán lính gồm hai viên quan Pháp và 15 lính nguỵ Việt mang súng áp tải một hòm bạc để phát lương cho lính đóng ở đồn Phố Châu. Thu được 17 khẩu súng trường, hơn 600 viên đạn và mấy nghìn đồng bạc. Có súng Pháp, Cao Thắng đã tập trung những thợ rèn giỏi nghiên cứu và rèn đúc theo mẫu.
Đề cập đến việc Cao Thắng rèn đúc vũ khí, nhà sử học Phạm Văn Sơn kể:
Một sự khó khăn nhất bấy giờ đối với nghĩa quân là vấn đề vũ khí. Kinh nghiệm cho thấy gươm giáo, gậy guộc không chống nổi súng đồng...Cho nên Cao Thắng liền nghĩ cách chế tạo súng đạn...Trong một trận giáp chiến trên đường Nghệ An-Hương Sơn, Cao Thắng đoạt được 17 khẩu súng bắn mau của quân Pháp...Ông liền cho thợ rèn ở hai làng là Vân Chàng và Trung Lương (Hà Tĩnh) lấy súng làm mẫu... Sau mấy tháng ròng đúc được 350 khẩu như hệt kiểu súng năm 1874 của Pháp...
Cao Thắng đã tháo một khẩu súng ra thành từng mảnh, xem xét kích thước, công dụng của từng bộ phận, rồi đốc thúc thợ rèn cứ theo đúng kích thước mà làm, nếu hỏng thì rèn lại… cho đến kỳ được mới thôi. Sắt làm súng được thu gom trong nhân dân, còn vỏ đạn thì góp nhặt những mâm đồng, nồi đồng đập dẹp, dát mỏng mà cuốn lại. Thuốc súng thì dùng từ diêm tiêu đào tìm trong hang núi. Riêng nòng súng thì phải làm từ gọng ô.
Làm được súng rồi, khi bắn thử thì nòng súng vỡ ra bởi chất lượng sắt không tốt, nên nòng súng không chịu được hơi thuốc đạn. Không nản chí, Cao Thắng liền cử Cao Đạt sang Xiêm khảo cứu cách làm súng và mua bột nổ. Bấy giờ, quân Anh ở Xiêm có bất hòa với Pháp, nên đã bày cho cách làm nòng súng đặc bằng thép non, rồi khoan bằng thép già cho thành nòng súng, sau tôi nòng súng cho già. Nhờ đó, nghĩa binh đã chế tạo được súng. Sau hai tháng, Cao Thắng cùng với những người thợ đã chế tạo được 350 súng trường kiểu Pháp.
Súng của Cao Thắng có 2 hạn chế: Đầu tiên, lò xo kim hỏa làm bằng gọng ô, chỉ bắn được 6 phát thì bị nhiệt độ cao làm yếu đi, không bắn được tiếp, nên cứ bắn 6 phát lại phải rót nước vào lò xo để bắn tiếp. Nhược điểm thứ 2 là nòng súng không có rãnh xoắn, nên độ chính xác thấp hơn súng nguyên mẫu. Dẫu vậy thì súng cũng đã vượt trội hơn súng hỏa mai và mọi loại súng nòng trơn nạp đạn từ miệng nòng hồi giữa thế kỷ 19, có nhiều điểm còn tiên tiến hơn súng trường Chassepot (loại súng mà quân Pháp sử dụng giai đoạn 1865-1873). Ở cự ly tác chiến dưới 200 mét thì súng Cao Thắng chỉ kém chút ít so với súng trường Gras Model 1874 mà quân Pháp dùng khi đó.
Đại úy Ch. Gosselin trong quyển sách L’Empire d’Annam (Đế quốc An Nam) đã viết: “Các khẩu súng kiểu 1874 này được sản xuất bí mật tại những địa điểm mà chúng ta không phát hiện ra được và với một khối lượng rất nhiều. Tôi đã mang về Pháp vài khẩu súng này, chúng giống về tất cả mọi phương diện so với những khẩu súng do các công binh xưởng của chúng ta sản xuất và đã làm cho các sĩ quan pháo binh mà tôi đưa cho họ xem phải hết sức ngạc nhiên. Chúng chỉ khác với những khẩu súng của chúng ta về hai điểm mà thôi: Lò xo xoáy ốc được tôi chưa đủ và nòng súng không có xẻ rãnh; hậu quả của điều này là đạn đi không xa. Tuy nhiên, những khẩu súng này đã bắn chết rất nhiều binh lính và sĩ quan người Âu và binh lính người bản xứ”.
Tuy chỉ có thể chế tạo súng thủ công bằng lò rèn địa phương, nhưng nghĩa quân đã chế tạo được khá nhiều súng. Le Normand ước lượng là tổng số vũ khí do nghĩa quân khởi nghĩa Hương Khê tự sản xuất và sử dụng cho đến 1895 là từ 1.200 đến 1.300 khẩu. Nếu tính cả số thiệt hại và phá huỷ do quân Pháp gây ra nhiều lần khi tấn công vào các căn cứ địa của nghĩa quân, thì tổng số vũ khí do nghĩa quân chế tạo được lên đến hàng ngàn khẩu. Sau khi đàn áp xong cuộc khởi nghĩa, tháng 1-1897 thực dân Pháp đã thu được 403 khẩu súng, 328 nòng súng, 103 súng hỏa mai.
Cuối tháng 9 năm 1889, Phan Đình Phùng từ Bắc Kỳ trở về Hà Tĩnh. Nhờ Cao Thắng và các chỉ huy khác, mà lực lượng lúc này đã có khoảng ngàn lính và 500 khẩu súng kiểu Pháp và rất nhiều súng hỏa mai. Nhận thấy trong công tác chuẩn bị, mọi mặt đều đã khá, Phan Đình Phùng và Cao Thắng bèn cho mở rộng địa bàn hoạt động ra khắp bốn tỉnh là Thanh Hóa, Nghệ An, Hà Tĩnh và Quảng Bình; làm cản trở con đường đi lại Bắc-Nam và công cuộc thôn tính nước Việt của quân Pháp.
Kể từ đó trở đi, Cao Thắng trở thành một trợ thủ đắc lực của thủ lĩnh Phan Đình Phùng, và là một chỉ huy dũng cảm và xuất sắc của lực lượng Hương Khê. Mặc dù bận rộn công việc điều hành chung và rèn đúc vũ khí, nhưng Cao Thắng cũng đã tham dự một số trận đánh, đáng kể là trận:
- Chống cuộc càn quét của quân Pháp tại khu Hói Trùng và Ngàn Sâu vào đầu tháng 8 năm 1892.
- Dùng mưu bắt sống được Tuần phủ Đinh Nho Quang vào tháng 3 năm 1892, làm chấn động dư luận Hà Tĩnh[9].

Thấy nghĩa quân Hương Khê ngày càng lớn mạnh, quân Pháp một mặt tăng cường càn quét, thu hẹp phạm vi hoạt động của quân, mặt khác tìm cách cắt đứt liên lạc giữa các quân thứ, và giữa nghĩa quân với nhân dân.

### Tử trận
Để phá thế bị bao vây và mở rộng địa bàn hoạt động, được thủ lĩnh Phan Đình Phùng đồng ý, tháng 11 năm 1893, Cao Thắng cùng Cao Nữu, Nguyễn Niên đem khoảng một ngàn quân từ Ngàn Trươi mở trận tấn công lớn vào tỉnh lỵ Nghệ An. Trên đường hành quân, nhiều đồn trại đối phương bị phá bỏ. Nhưng trận trận tấn công đồn Nu (hay Nỏ) ở Thanh Chương (một huyện miền núi nằm ở phía tây nam thuộc tỉnh Nghệ An), Cao Thắng trúng mưu của viên đồn trưởng tên Phiến.
Sử gia Phạm Văn Sơn kể:
Ở đồn Nỏ chỉ có trăm quân. Liệu sức không chống nổi, thiếu úy đồn trưởng tên Phiến chia quân ra làm hai, một nửa ở giữ đồn, một nửa ra ngoài mai phục. Khi Cao Thắng phát lệnh tấn công, thì quân ông bất ngờ bị hỏa lực của đối phương đánh kẹp từ cả hai phía trước và sau. Cao Thắng không may bị đạn, chết tại trận tiền lúc 29 tuổi, gây tổn thất lớn cho nghĩa quân Hương Khê...Để trả thù cho ông, ngày 29 tháng 3 năm 1894, Lãnh Lợi đã tổ chức trận đã phục kích tại Vạn Sơn (Nam Đồng). Cuối cùng, Đốc binh Nguyễn Bảo đã giết được thiếu úy Phiến.
Lợi dụng cơ hội nghĩa quân bị mất người đứng đầu tài giỏi, quân Pháp tăng thêm binh lực rồi siết chặt vòng vây. Nghĩa quân Hương Khê cố gắng đánh trả những cuộc vây quét, nhưng thế lực của lực lượng ngày càng giảm sút.

## Qua đời
Sau khi Cao Thắng mất, nghĩa quân Hương Khê thắng một trận lớn ở Vụ Quang (tháng 10 năm 1894), nhưng vẫn không xoay chuyển được tình thế. Ngày 28 tháng 12 năm 1895, thủ lĩnh Phan Đình Phùng cũng bị tử thương trong một trận kịch chiến . 
Đến đầu năm 1896, cuộc khởi nghĩa Hương Khê mà Phan Đình Phùng, Cao Thắng và các tướng lĩnh khác đã dày công xây dựng kết thúc.
Theo sử liệu thì di hài Cao Thắng được nghĩa quân đưa về chôn cất tại Ngàn Trươi (núi Vụ Quang). Hiện ở thôn Khê Thượng (huyện Hương Khê) và ở thôn Cao Thắng (xã Sơn Lễ, huyện Hương Sơn) đều có đền thờ ông . Ngoài ra, tên ông còn được dùng để đặt tên cho nhiều trường học và đường phố tại Việt Nam.

## Tưởng niệm
Mất đi một trợ thủ đắc lực là Cao Thắng, quá thương tiếc, Phan Đình Phùng đã làm hai câu liễn để thờ, và nhờ Võ Phát  soạn một đọc bài văn tế Nôm để cho ông đọc. Trích trong bài văn tế:
"Hào kiệt ấy tài,
Kinh luân là chí;
Vén mây nửa gánh giang san
Vỗ cánh bốn phương hồ thỉ,
Gặp quốc bộ đang cơn binh cách, nghĩa giúp vua chung nỗi ân ưu,
Bỏ gia đình theo việc nhung đao, lòng đánh giặc riêng phần lao tuỵ;
Địa bộ muốn theo dòng Nhạc mục, thét nhung bào từng ghê trận oai linh,
Thiên tài toan học chước Võ hầu, chế súng đạn biết bao chừng cơ trí;
Ơn quân tướng Đổng nhung vâng mạng, cầm ấn quan phòng,
Tước triều đình Chưởng vệ gia phong, kéo cờ tân chế;
Những chắc rằng: ba sinh có phước, hăm hở mài gươm chuốt đá, chí khuông phò không phụ với quân vương.
Nào ngờ đâu! một sớm không chừng, mơ màng đạn lạc tên bay, trường chiến đấu biết đâu là số hệ;...
...Thôi! Thôi!
Cửa tía lầu vàng đành kẻ khuất, đem thân bách chiến, để tiếng thơm cho tỏ mặt anh hùng.
Súng đồng gươm bạc mặc người còn, truyền lệnh ba quân, thét hơi mạnh để xây nền bình trị.
Thương ôi là thương,
Kể sao xiết kể".
Trong sách Việt Nam vong quốc sử của Phan Bội Châu cũng có đoạn viết về Cao Thắng như sau:
...Ở Hà Tĩnh, trong khoảng 11 năm, (nhiều người) đã liều mạng đánh nhau với Pháp, vất vả trăm trận đánh trở thành danh tướng một thời, trong số ấy nổi bật có Chưởng doanh nghĩa binh là Cao Thắng,... Thắng quả cảm, thiện chiến, thấy một cái súng Tây mà có thể y theo kiểu chế tạo ra tinh xảo không kém gì của Pháp. Đánh nhau với Pháp, ông đã chém được đầu những quan một, quan hai của Pháp, quân Pháp đã phải khuyên nhau hễ gặp Thắng là phải tránh đi. Giá mà trong nước có được mấy trăm ông Cao Thắng thì người Pháp chả phải rút về Tây ư?... Cao Thắng chết, người Pháp đốt làng (ông) quật mộ ông lên... Tiếc thay! (Nguyễn) Chanh, Cao Thắng chết rồi, Hà Tĩnh không có danh tướng nữa...
Hiện nay ở Khê Thượng (Hương Khê) và thôn Cao Thắng (Sơn Lễ, Hương Sơn) đều có đền thờ Cao Thắng. 
Ngoài ra, tên của ông còn được dùng để đặt tên cho nhiều trường học (từ bậc trung học phổ thông đến bậc cao đẳng) và đường phố tại Việt Nam.

## Sách
- Phan Bội Châu, Việt Nam vong quốc sử. Nhà xuất bản Khoa học Xã hội, Hà Nội, 1982.
- Phạm Văn Sơn, Việt sử tân biên (quyển 5, tập trung). Tác giả tự xuất bản, Sài Gòn. 1963.
- Đinh Xuân Lâm - Nguyễn Văn Khánh - Nguyễn Đình Lễ, Đại cương lịch sử Việt Nam (tập 2). Nhà xuất bản Giáo dục, 2006.
- Hoàng Văn Lân - Ngô Thị Chính, Lịch sử Việt Nam [1858-cuối XIX], quyển 3, tập 1, phần 1. Nhà xuất bản Giáo dục, 1979.
- Nhiều tác giả (Phan Ngọc Liên chủ biên). Lịch sử 11 (nâng cao). Nhà xuất bản Giáo dục, 2007.
- Nguyễn Q. Thắng - Nguyễn Bá Thế, Từ điển nhân vật lịch sử Việt Nam. Nhà xuất bản Khoa học Xã hội, 1992.